# Идентификационный номер физического лица
Регистрационный номер учетной карточки плательщика налогов (с 1994 по 2012 годы — индивидуальный идентификационный номер) — элемент Государственного реестра физических лиц Украины (укр. Державний реєстр фізичних осіб — ДРФО), который предоставляется физическим лицам-плательщикам налогов и других обязательных платежей и сохраняется за ними в течение всей их жизни.
С момента внедрения ДРФО в 1994 году назывался «индивидуальный идентификационный номер». С 2012 года вступил в силу Налоговый кодекс Украины, в котором используется термин регистрационный номер учетной карточки плательщика налогов (РНУКПН). На украинском языке — реєстраційний номер облікової картки платника податків (РНОКПП),
В документе отмечается десятизначный номер из Государственного реестра физических лиц — налогоплательщиков.
Физическое лицо, имеющее объекты налогообложения или обязанности по уплате налогов и других обязательных платежей, должно зарегистрироваться в Государственном реестре физических лиц и получить регистрационный номер учетной карточки. Он является обязательным для использования предприятиями, учреждениями, организациями всех форм собственности, включая учреждения Национального банка Украины, коммерческие банки и другие финансово-кредитные учреждения в случае выплаты доходов, из которых удерживаются налоги и другие обязательные платежи, заключения гражданско-правовых сделок, предметом которых являются объекты налогообложения и по которым возникают обязанности уплаты платежей, открытие счетов в учреждениях банков. Обязательное использование регистрационного номера учетной карточки необходимо физическому лицу, если оно является учредителем юридического лица, а также при оформлении налогового кредита.

## Присвоение номера
Регистрация граждан в ДРФО и получение регистрационного номера учетной карточки, то есть регистрация физических лиц-плательщиков налогов и других обязательных платежей, осуществляется органами государственной налоговой службы по месту постоянного проживания плательщиков. Основанием для такой регистрации является учетная карточка по форме № 1ДР, которое должна быть подписана собственно лицом и подана в орган государственной налоговой службы по Инструкции о порядке и условиях передачи государственным налоговым инспекциям информации для регистрации физических лиц в государственном реестре физических лиц — плательщиков налогов и других обязательных платежей.
Для регистрации в ДРФО гражданин Украины предъявляет в налоговый орган по месту жительства паспорт или паспортный документ, содержащий необходимые сведения, а именно:
- фамилию, имя, отчество;
- дату рождения;
- место рождения и место жительства (страна, область, район, населенный пункт),

и заполняет учетную карточку по форме № 1ДР, которую можно бесплатно получить в государственных налоговых инспекциях и в электронном виде на сайте Государственной налоговой администрации Украины.
Получение регистрационного номера учетной карточки осуществляется Государственной налоговой администрацией Украины за две недели со дня подачи формы № 1ДР.
После регистрации в ДРФО лицо получает в органе государственной налоговой службы документ с номером учетной карточки. До 21 февраля 2002 года таким документом была справка о присвоении идентификационного номера физического лица — налогоплательщика, а после — карточка физического лица — налогоплательщика на бумажном носителе. Справка о присвоении идентификационного номера имеет силу карточки физического лица — налогоплательщика.
Карточки несовершеннолетних граждан, независимо от возраста, выдаются одному из родителей при наличии свидетельства о рождении ребенка и личного паспорта гражданина Украины одного из родителей или его паспортного документа с определенным местом жительства и отметкой о регистрации ребенка. В исключительных ситуациях (болезнь, отпуск, командировка, пребывание в другом регионе страны и т. д.) по желанию гражданина возможна выдача карточки другому лицу при наличии личного паспорта этого лица или его паспортного документа, паспорта гражданина, для которого осуществляется выдача, или его паспортного документа или ксерокопии этого паспорта или паспортного документа (с четким изображением) и нотариально заверенной доверенности на получение карточки.
Физическое лицо в случае изменения своих регистрационных данных (фамилии, имени, отчества или адреса проживания) обязана в месячный срок представить информацию об этом в подразделение по ведению Государственного реестра органа государственной налоговой службы по месту своего постоянного проживания.

### Присвоение номера иностранцам
Иностранные граждане регистрируются и получают карточку в государственных налоговых администрациях в Автономной Республике Крым, областях, городах Киеве и Севастополе при представлении паспортного документа.

## Отказ от присвоения номера
Физическое лицо — налогоплательщик независимо от возраста, не включенная в Государственный реестр, обязано подать соответствующему контролирующему органу учетную карточку физического лица — налогоплательщика, является одновременно заявлением для регистрации в Государственном реестре.
Учет лиц, которые по своим религиозным убеждениям отказываются от принятия регистрационного номера учетной карточки плательщика налогов, ведется в отдельном реестре Государственного реестра по фамилии, имени, отчеству и серии и номеру действующего паспорта без использования регистрационного номера учетной карточки.

## Структура номера
Идентификационный номер состоит из десяти цифр.
- Первые пять цифр кодируют дату рождения владельца номера — как правило, это пятизначное число представляет собой количество дней от 31 декабря 1899 года до даты рождения человека. Однако, если одинаковую дату рождения имеют более 5000 мужчин (или 5000 женщин)[5], то у некоторых из них первые пять цифр будут другими. Например, для даты рождения 1 января 1947 регистрационный номер может начинаться как с цифры «1», так и с цифры «8»[6][7][8] .
- Следующие 4 цифры (частично включая предпоследнюю) обозначают порядковый номер человека, родившегося в этот день.
- В предпоследний цифре закодирован пол владельца:
  - если цифра нечетная, пол — мужской
  - если четная — женский.